# Filippo Iannone
Filippo Iannone OCarm (ur. 13 grudnia 1957 w Neapolu) – włoski duchowny rzymskokatolicki, karmelita, arcybiskup ad personam, biskup pomocniczy Neapolu latach 2001–2009, biskup diecezjalny Sora-Aquino-Pontecorvo latach 2009–2012, wiceregent Wikariatu Rzymskiego w latach 2012–2017, sekretarz pomocniczy Papieskiej Rady ds. Tekstów Prawnych w latach 2017–2018, przewodniczący Papieskiej Rady ds. Tekstów Prawnych od 2018.

## Życiorys
Święcenia kapłańskie otrzymał 26 czerwca 1982.

## Episkopat
12 kwietnia 2001 papież Jan Paweł II mianował go biskupem pomocniczym archidiecezji Neapolu, ze stolicą tytularną Nebbi. Sakry biskupiej udzielił mu 26 maja 2001 ówczesny ordynariusz Neapolu – kardynał Michele Giordano.
19 czerwca 2009 został biskupem diecezjalnym Sora-Aquino-Pontecorvo.
31 stycznia 2012 papież mianował go wiceregensem Wikariatu Rzymskiego podnosząc jednocześnie do godności arcybiskupa ad personam.
11 listopada 2017 został mianowany sekretarzem pomocniczym Papieskiej Rady ds. Tekstów Prawnych, zaś 7 kwietnia 2018 jej przewodniczącym 
.